# 聖光學院高等學校
聖光學院高等學校是位於日本福島縣伊達市的高等學校。
由於「聖光」一詞在基督教中為廣泛的被使用，因此在日本有多個同樣以「聖光」為名的高等學校，但彼此之間並無關係。

## 歷史
學校成立於1962年，最初名為「聖光學院工業高等學校」，1977年更名為「聖光學院高等學校」。

## 著名的畢業校友
- 茂木弘人（足球選手）
- 歲內宏明（棒球選手）